# Placa de Petri

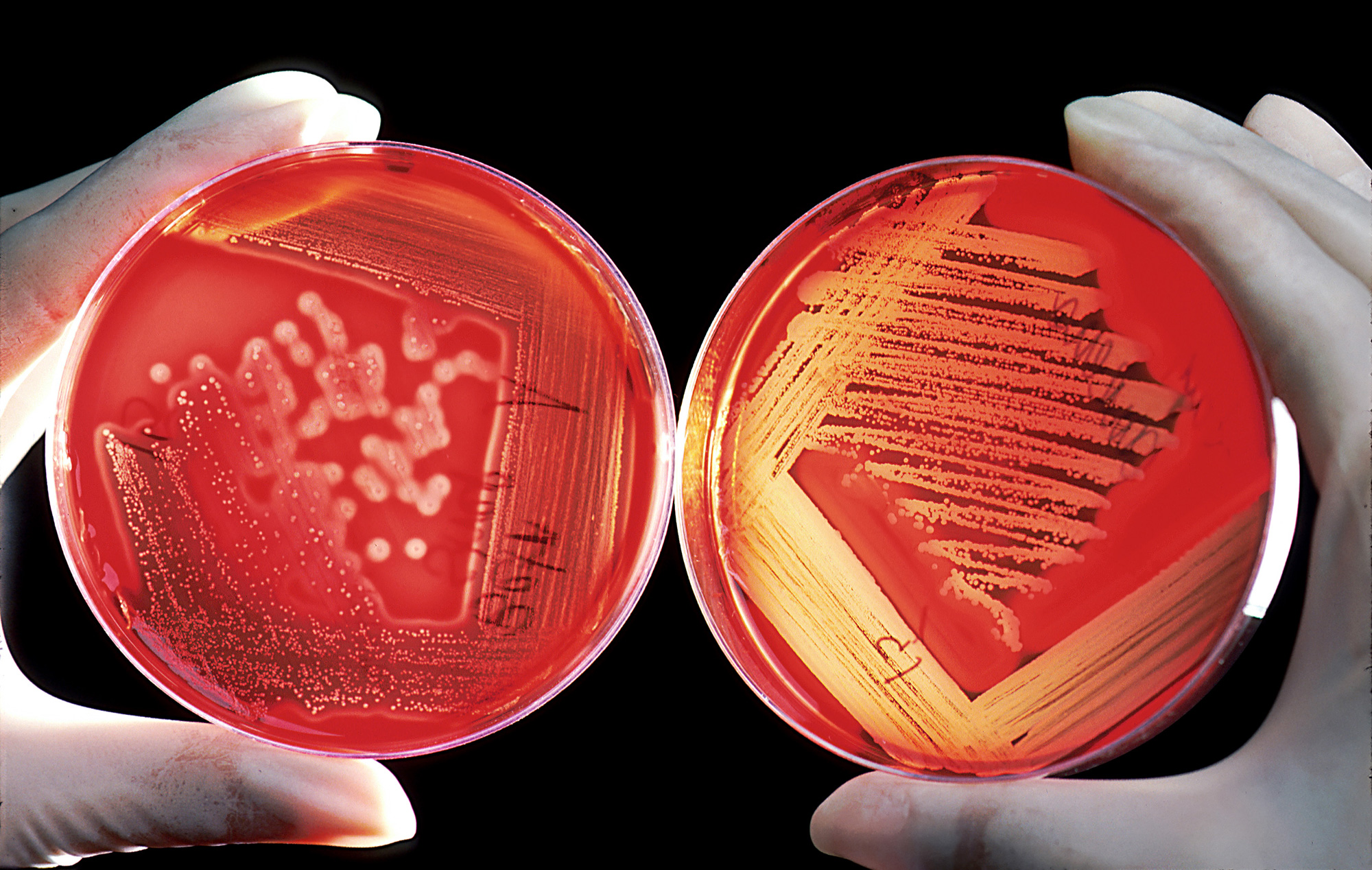
Hemácias em uma placa de Petri são utilizadas para o diagnóstico de infecção. A placa da esquerda mostra uma infecção por estafilococos e a da direita, por estreptococos.

A placa de Pétri ou caixa Pétri é um recipiente cilíndrico, achatado, de vidro ou plástico que os profissionais de laboratório utilizam para várias finalidades em pesquisa científica, como por exemplo o crescimento de micro-organismos. O nome foi dado a este instrumento de laboratório em honra ao bacteriologista alemão Julius Richard Petri (1852-1921), seu inventor em 1877 quando trabalhava como assistente de Robert Koch. É constituído por duas partes: uma base e uma tampa.
Em microbiologia, a placa de Pétri é utilizada para produção de meio de cultura sólido ou semi-sólido em experimentos que necessitem de crecimento do micro-organismo alvo para estoque ou isolamento, se tratando de amostras ambientais ou clínicas. O meio de cultura a ser utilizado depende do objetivo do experimento, do tipo de micro-organismo que se pretende isolar ou testar. A placa de Pétri deve estar estéril, livre de qualquer contaminante que interfira no experimento, afentado o resultado.
Além do modelo padrão de placa de Petri, pode ser comprado acessórios como anéis para segurar a tampa à base, quando empilhadas, de forma a evitar deslizamentos.
Também é frequentemente utilizada para observar a germinação de plantas e grãos de pólen ou o comportamento de pequenos animais, entre outros usos.
1. ↑  Madigan, Michael T. (2016). Microbiologia de Brock 14ª Ed. Porto Alegre, RS: artmed. p. 156